# Giải vô địch cờ vua thế giới FIDE 2000
Giải vô địch cờ vua thế giới FIDE 2000 được tổ chức tại New Delhi, Ấn Độ và Tehran, Iran. Sáu vòng đầu tiên được diễn ra tại New Delhi từ ngày 27 tháng 11 đến ngày 15 tháng 12 năm 2000, và trận đấu cuối cùng tại Tehran bắt đầu vào ngày 20 tháng 12 và kết thúc vào ngày 24 tháng 12 năm 2000. Đại kiện tướng người Ấn Độ, hạt giống hàng đầu Viswanathan Anand đã giành chức vô địch.

## Bối cảnh
Vào thời điểm vô địch này, chức vô địch Thế giới đã bị chia cắt. Nhà vô địch thế giới cổ điển mới đăng quang, Vladimir Kramnik, đã không tham gia, cũng như Nhà vô địch Cổ điển trước đó và là kỳ thủ được đánh giá cao nhất thế giới, Garry Kasparov. Anatoly Karpov, nhà vô địch FIDE thế giới năm 1998 và là tay vợt được xếp hạng 11, cũng không tham gia giải đấu vì đang đệ đơn kiện tổ chức này. Tuy nhiên, hầu hết các kỳ thủ mạnh nhất khác của thế giới đã tham gia, bao gồm đương kim vô địch FIDE World Cup Alexander Khalifman và nhà vô địch World Cup 2000 Viswanathan Anand. Người duy nhất vắng mặt trong top 25 là Ye Jiangchuan.

## Kỳ thủ tham gia
Tất cả kỳ thủ dưới đây đều là Đại kiện tướng trừ khi có chỉ định khác.
1. Viswanathan Anand (IND), 2762
2. Alexander Morozevich (RUS), 2756
3. Michael Adams (ENG), 2755
4. Alexei Shirov (ESP), 2746
5. Peter Leko (HUN), 2743
6. Vassily Ivanchuk (UKR), 2719
7. Veselin Topalov (BUL), 2707
8. Evgeny Bareev (RUS), 2702
9. Michael Krasenkov (POL), 2702
10. Rustam Kasimdzhanov (UZB), 2690
11. Peter Svidler (RUS), 2689
12. Boris Gelfand (ISR), 2681
13. Nigel Short (ENG), 2677
14. Ilia Smirin (ISR), 2677
15. Alexey Dreev (RUS), 2676
16. Zurab Azmaiparashvili (GEO), 2673
17. Sergei Rublevsky (RUS), 2670
18. Zoltán Almási (HUN), 2668
19. Xu Jun (CHN), 2668
20. Mikhail Gurevich (BEL), 2667
21. Alexander Khalifman (RUS), 2667
22. Sergei Movsesian (CZE), 2666
23. Kiril Georgiev (BUL), 2661
24. Vladimir Akopian (ARM), 2660
25. Alexander Beliavsky (SLO), 2659
26. Vladislav Tkachiev (FRA), 2657
27. Peng Xiaomin (CHN), 2657
28. Jeroen Piket (NED), 2649
29. Joël Lautier (FRA), 2648
30. Alexei Fedorov (BLR), 2646
31. Loek van Wely (NED), 2643
32. Boris Gulko (Hoa Kỳ), 2643
33. Viktor Bologan (MDA), 2641
34. Gilberto Milos (BRA), 2633
35. Ruslan Ponomariov (UKR), 2630
36. Alexander Onischuk (UKR), 2627
37. Konstantin Sakaev (RUS), 2627
38. Jaan Ehlvest (EST), 2627
39. Andrei Kharlov (RUS), 2627
40. Rafael Vaganian (ARM), 2623
41. Jonathan Speelman (ENG), 2623
42. Pavel Tregubov (RUS), 2620
43. Étienne Bacrot (FRA), 2613
44. Lev Psakhis (ISR), 2611
45. Emil Sutovsky (ISR), 2609
46. Alexander Grischuk (RUS), 2606
47. Vladimir Malakhov (RUS), 2605
48. Vladimir Baklan (UKR), 2599
49. Smbat Lputian (ARM), 2598
50. Evgeny Vladimirov (KAZ), 2598
51. Alex Yermolinsky (Hoa Kỳ), 2596
52. Artashes Minasian (ARM), 2595
53. Christopher Lutz (GER), 2595
54. Viorel Iordachescu (MDA), 2594
55. Liviu-Dieter Nisipeanu (ROM), 2592
56. Alexej Alexandrov (BLR), 2591
57. Aleksandr Galkin (RUS), 2587
58. Alexandre Lesiege (CAN), 2584
59. Utut Adianto (INA), 2583
60. Vladislav Nevednichy (ROM), 2582
61. Joel Benjamin (Hoa Kỳ), 2577
62. Grigory Serper (Hoa Kỳ), 2574
63. Krishnan Sasikiran (IND), 2573
64. Alexander Chernin (HUN), 2572
65. Gilberto Hernandez (MEX), 2572
66. Rafael Leitão (BRA), 2567
67. Alexander Ivanov (Hoa Kỳ), 2567
68. Karen Asrian (ARM), 2566
69. Alexei Bezgodov (RUS), 2557
70. Hannes Stefansson (ISL), 2557
71. Abhijit Kunte (IND), 2556
72. Đào Thiên Hải (VIE), 2555
73. Evgenij Agrest (SWE), 2554
74. Sergey Volkov (RUS), 2554
75. Jesus Nogueiras (CUB), 2552
76. Sune Berg Hansen (DEN), 2545
77. Hichem Hamdouchi (MAR), 2541
78. Bartłomiej Macieja (POL), 2536
79. Alexander Rustemov (RUS), 2534
80. Mikhail Rytshagov (EST), 2529
81. Emir Dizdarevic (BIH), 2527
82. Igor Nataf (FRA), 2526
83. Darcy Lima (BRA), 2525
84. Aloyzas Kveinys (LTU), 2522
85. Ivan Zaja (CRO), 2513, IM
86. Paweł Blehm (POL), 2510, IM
87. Dibyendu Barua (IND), 2502
88. Mohamad Al-Modiahki (QAT), 2499
89. Buenaventura Villamayor (PHI), 2495
90. Ehsan Ghaem Maghami (IRI), 2488, no title
91. Michele Godena (ITA), 2485
92. Fouad El Taher (EGY), 2485, IM
93. Aleksandar Wohl (AUS), 2461, IM
94. Rodrigo Vasquez (CHI), 2454, IM
95. Imad Hakki (SYR), 2429, IM
96. Ibrahim Hasan Labib (EGY), 2426, IM
97. Fabian Fiorito (ARG), 2418, IM
98. Amir Bagheri (IRI), 2409, IM
99. Amon Simutowe (ZAM), 2322, IM
100. Alexander Utnasunov (RUS), 2257, no title